# Lochstein von Doagh

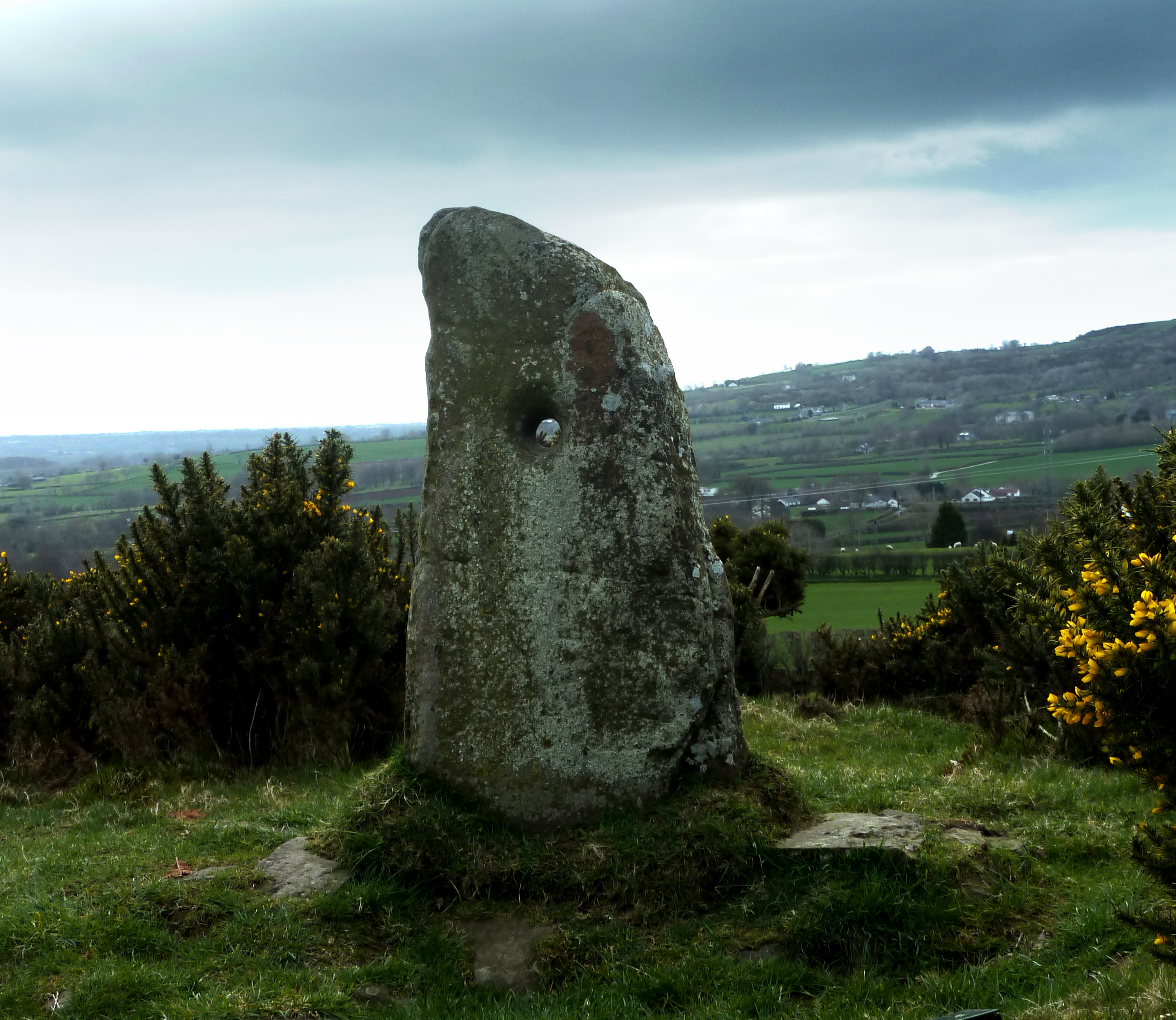
Lochstein von Doagh

Der Lochstein von Doagh (auch the Love Stone genannt) ist einer von ein paar Dutzend Lochsteinen auf den Britischen Inseln. Er steht sehr hoch auf einem Felsaufschluss südwestlich des winzigen Ortes Doagh (irisch Dumhach – dt. Hügel), der nordwestlich von Belfast im County Antrim liegt. Von hier überblickt man ein weites Tal. Sein Alter und sein Ursprung sind ungeklärt, aber wahrscheinlich steht der Basaltstein seit der Bronzezeit dort. Er ist ungefähr 1,4 Meter hoch, 0,8 m breit und 0,24 m dick. Das Loch, das sich in 1 m Höhe befindet, hat nur 10 cm Durchmesser.
In den letzten Jahrhunderten war es ein Ort, an dem sich junge Paare ewige Liebe versprachen. Das Loch erlaubt es nur die schmale Hand eines Mädchens durchzustecken. Die wurde auf der anderen Seite vom Mann gehalten, während sie ihr Gelübde im Rahmen der Teltown-Hochzeit sprachen.
Das umgebende Gebiet ist nie ausgegraben worden, aber es gibt dort mehrere Souterrains und Raths. Auf nahegelegenen Hügeln liegen die Causewayed enclosure vom Donegore Hill, ein Court Tomb und 7,0 km südöstlich liegt das Passage Tomb Craigarogan.